# 이언 굿펠로

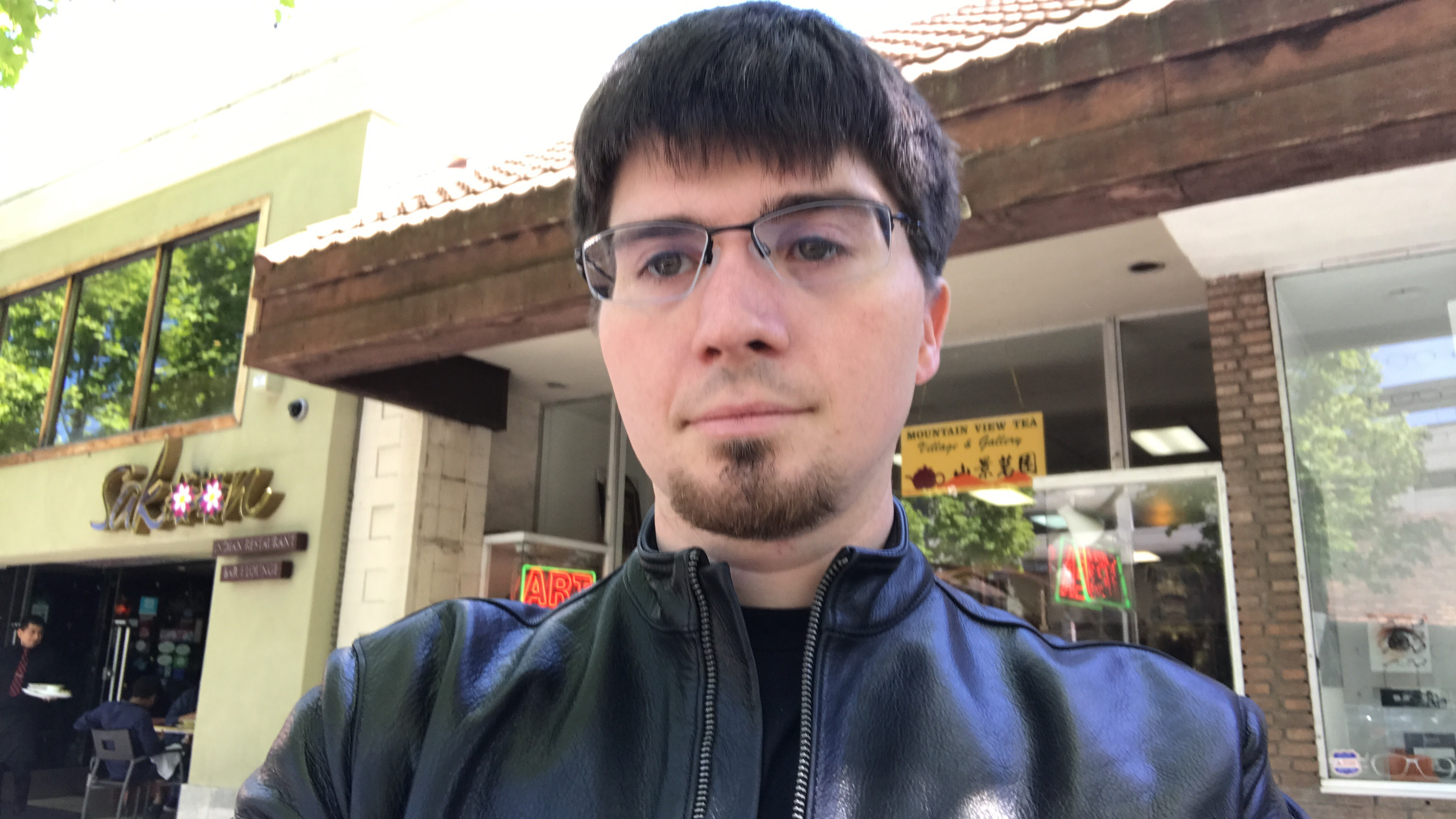

이언 굿펠로(Ian Goodfellow, 1987년 출생)는 미국의 컴퓨터 과학자, 엔지니어 및 경영자이며 인공 신경망 및 딥 러닝에 대한 연구로 가장 잘 알려져 있다. 이전에 구글 브레인의 연구 과학자, 애플의 기계 학습 이사로 근무했으며 생성적 적대 신경망(GAN)의 발명을 포함하여 딥 러닝 분야에 여러 가지 중요한 공헌을 했다. 굿펠로는 딥 러닝(2016) 교과서의 제1저자로 공동 저술했으며, 인공 지능 분야의 권위 있는 교과서인 Artificial Intelligence: A Modern Approach(135개 국가의 1,500곳 이상의 대학에서 사용됨)에서 딥 러닝에 관한 장을 썼다.